# 家電機器
家電機器（かでんきき）とは、主に家庭で使用される電気機器である。家電製品（かでんせいひん）ともいう。略して「家電（かでん）」とも。

## 種類
白物家電、家庭用映像機器、家庭用音響機器、情報家電などに分類できる。

## 家庭用ゲーム機
ゲーム機#家庭用ゲーム機の世代分けを参照

## スマート家電
インターネットを通じて遠隔操作が可能な家電製品。 スマートフォンやタブレット端末に専用アプリ等をインストールし、家電製品と連携させることで、リモコン抜きで家電製品を操作することができ、家の中は勿論のこと、外出先からでも家電製品を操作できる。

## 家電メーカー
家電メーカーとは、家電製品を製造している企業のことである。
家電メーカーと呼ばれる企業の大半は、家庭向けだけでなく企業向けの電気製品の開発・製造も行っており、むしろそちらが売上の大部分を占めている場合も多く、「家電メーカー」と「電機メーカー」の境界線は曖昧である。
なお電機メーカーでもあり家電メーカーでもある企業もあるが、電機メーカーだが家電製品は作っていない場合もある。
家電メーカー売上ランキング
2021年の世界の家電メーカー売上トップ10は下記の通りである。メーカーと国籍を挙げる。
| 順位 | 企業名              | 国籍           |
| ---- | ------------------- | -------------- |
| 1位  | サムスン            | 大韓民国       |
| 2位  | ハイアール          | 中華人民共和国 |
| 3位  | シーメンス（B/S/H） | ドイツ         |
| 4位  | LGエレクトロニクス  | 大韓民国       |
| 5位  | ワールプール        | アメリカ合衆国 |
| 6位  | パナソニック        | 日本           |
| 7位  | 美的グループ        | 中華人民共和国 |
| 8位  | エレクトロラックス  | スウェーデン   |
| 9位  | ハイセンス          | 中華人民共和国 |
| 10位 | SEBグループ         | フランス       |

各国の家電メーカー
次に10位外も含めて各国の家電メーカーを挙げる。
- 韓国 - LG （LG Electronics）、サムスン（Samsung）
- 中華人民共和国 - ハイアール（なお、ハイアールはアメリカのGEの家電部門のGEアプライアンスを2016年に買収しアメリカでGEブランドで家電製品を販売しており、日本のパナソニックから旧・三洋電機の洗濯機・冷蔵庫部門を譲渡され日本でAQUAブランドで家電製品を販売している）、美的グループ（Midea） 、ハイセンス（Hisence）、グリー・エレクトリック（Gree Electric Appliances Inc.）。
- 日本 - パナソニック（Panasonic）、東芝（TOSHIBA）、日立（HITACHI）、コイズミ （KOIZUMI）、アイリスオーヤマ （WDBホールディングス）、三菱電機（MITSUBISHI ELECTRIC）、シャープ（SHARP。台湾の鴻海精密工業が所有）
- 台湾 - 鴻海精密工業（Hon Hai Precision Industry。群創光電やシャープなどを所有）、聲寶（Sampo Corporation（英語版））
- アメリカ - ワールプール・コーポレーション （Whirlpool Corporation）、ゼネラル・エレクトリック・アプライアンス（GE Appliances。GEが家電部門のGE Appliancesを2016年に中国のハイアールに売却した。本社は米国に置いているが、中華系企業である）
- ドイツ - ミーレ（Miele）、ボッシュ　（Robert Bosch GmbH）、シーメンス（Siemens AG）
- オランダ - フィリップス（Philips）
- 北欧 - エレクトロラックス（AB Electrolux）
- フランス - グループセブ（ティファール（T-fal）ブランドで家庭用電気調理器具類を開発製造販売）
- トルコ - アルチェリッキ（Arçelik AS (英語版））

家庭向け音響機器も家電製品の一種とするなら、ヤマハ（YAMAHA）、JVCケンウッド、ソニー（SONY）も挙げられる。
家庭用のメディアストリーミングプレーヤーも家電製品の一種とするなら、Amazon Fire TVを製造販売するAmazonやChromecastを製造販売するGoogleも挙げられる。
家庭向けのノートパソコンも家電製品の一種とするなら、台湾のASUSやエイサー（acer）、アメリカのHP Inc.やデル、日本のNEC（NECパーソナルコンピュータ）、富士通（島根富士通）、VAIO株式会社、マウスコンピューターなども挙げられる。
家庭用ゲーム機を家電製品の一種とするなら、任天堂、ソニー・インタラクティブエンタテインメント（SIE）、マイクロソフトも挙げられる。
なお、Amazonは世界各地に拠点を置き世界展開しているので上のリストでアメリカとしては挙げなかったが、アマゾンベーシック（Amazon Basics）という自社ブランドで、白物家電類も含めてAmazon上で販売している。またAlexa搭載の家庭用スマートスピーカーAmazon Echoや、家庭用情報機器のFireタブレットも開発製造販売している。したがってAmazonは家電メーカーとしての側面も持っている。